# Liščí potok (přítok Jílovského potoka)
Liščí potok je potok v Ústeckém kraji v Česku. Je dlouhý 1,6 km, plocha povodí činí přibližně 1 km² a vlévá se do Jílovského potoka jako pravostranný přítok v Modré. V Centrální evidenci vodních toků (CEVT) je veden pod názvem Liščí potok do Kamence s ID toku 10227439.

## Průběh toku
Pramení v nadmořské výšce 445 metrů u žluté turistické stezky (Jílové-Malé Chvojno). Orientuje se severovýchodním směrem a na horním a středním toku protéká lužním lesem. Pouze na tom dolním podtéká spolu se silnicí III. třídy mezi Libouchcem a Čermnou železniční trať Děčín/Oldřichov u Duchcova. Odtud tok teče podél zmíněné silnice v délce necelých 200 metrů. Nakonec se u ČOV vlévá do Jílovského potoka v nadmořské výšce 298 metrů.

## Fotogalerie

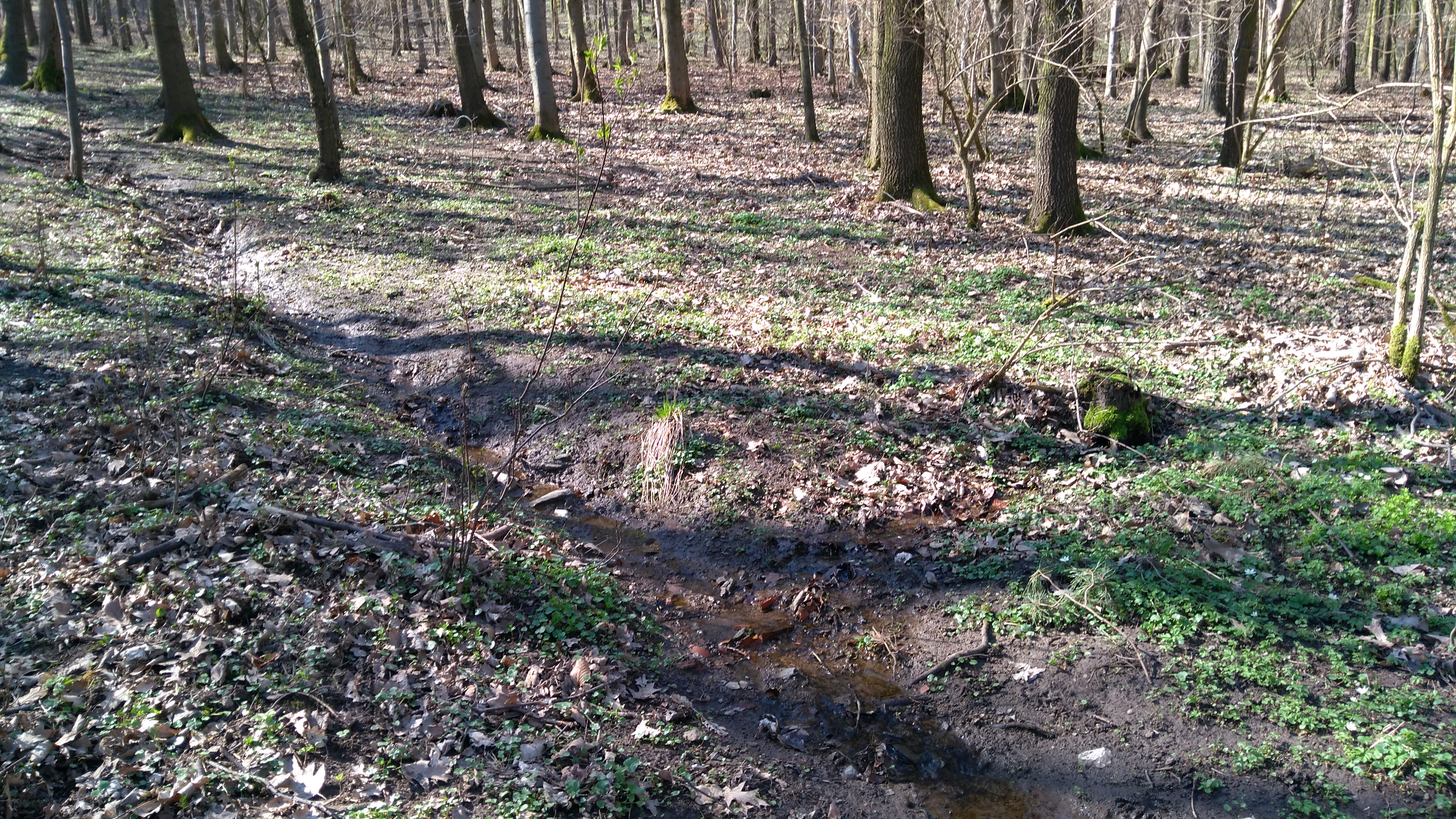
Pramen.
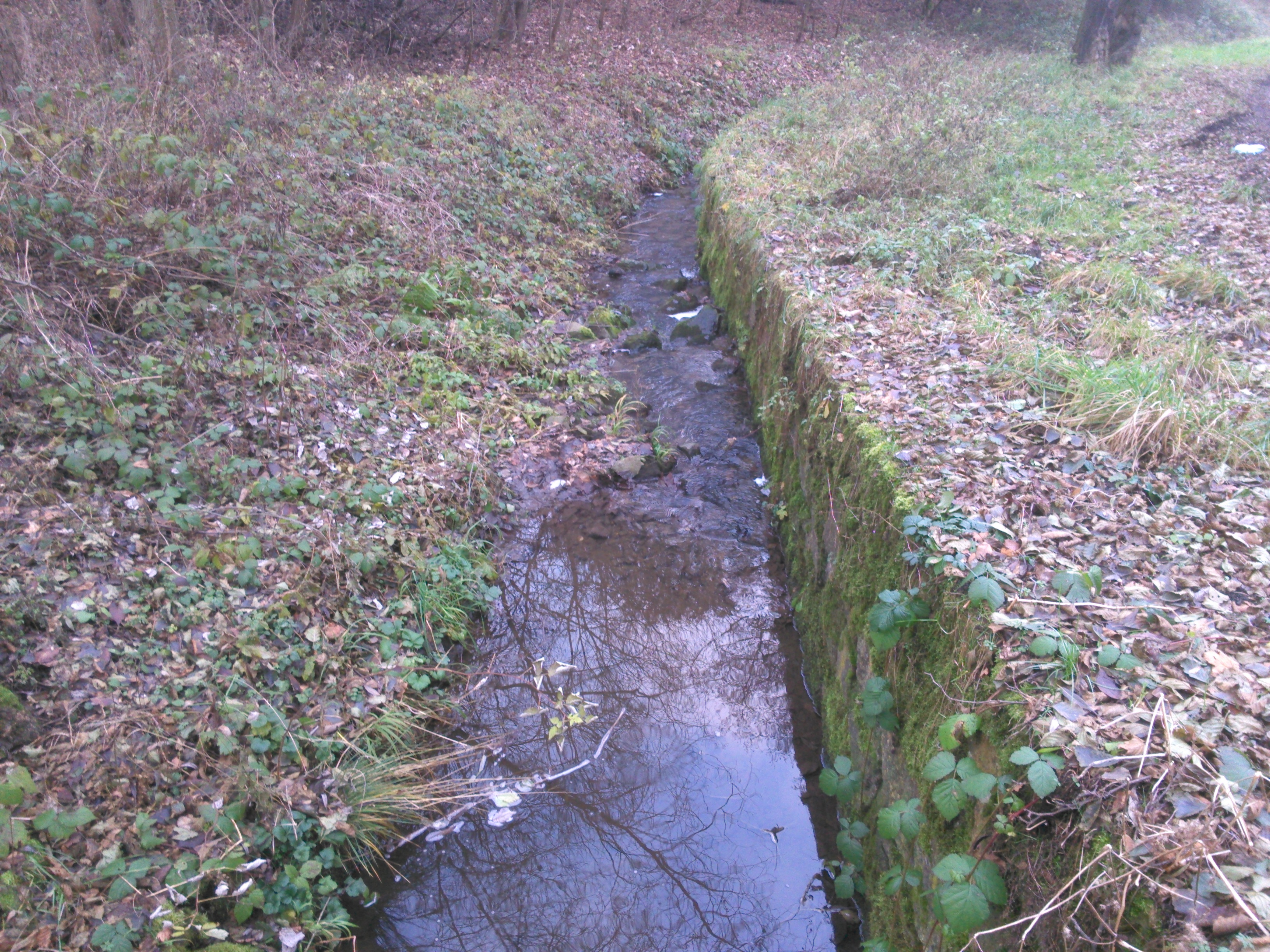
U železničního mostu.
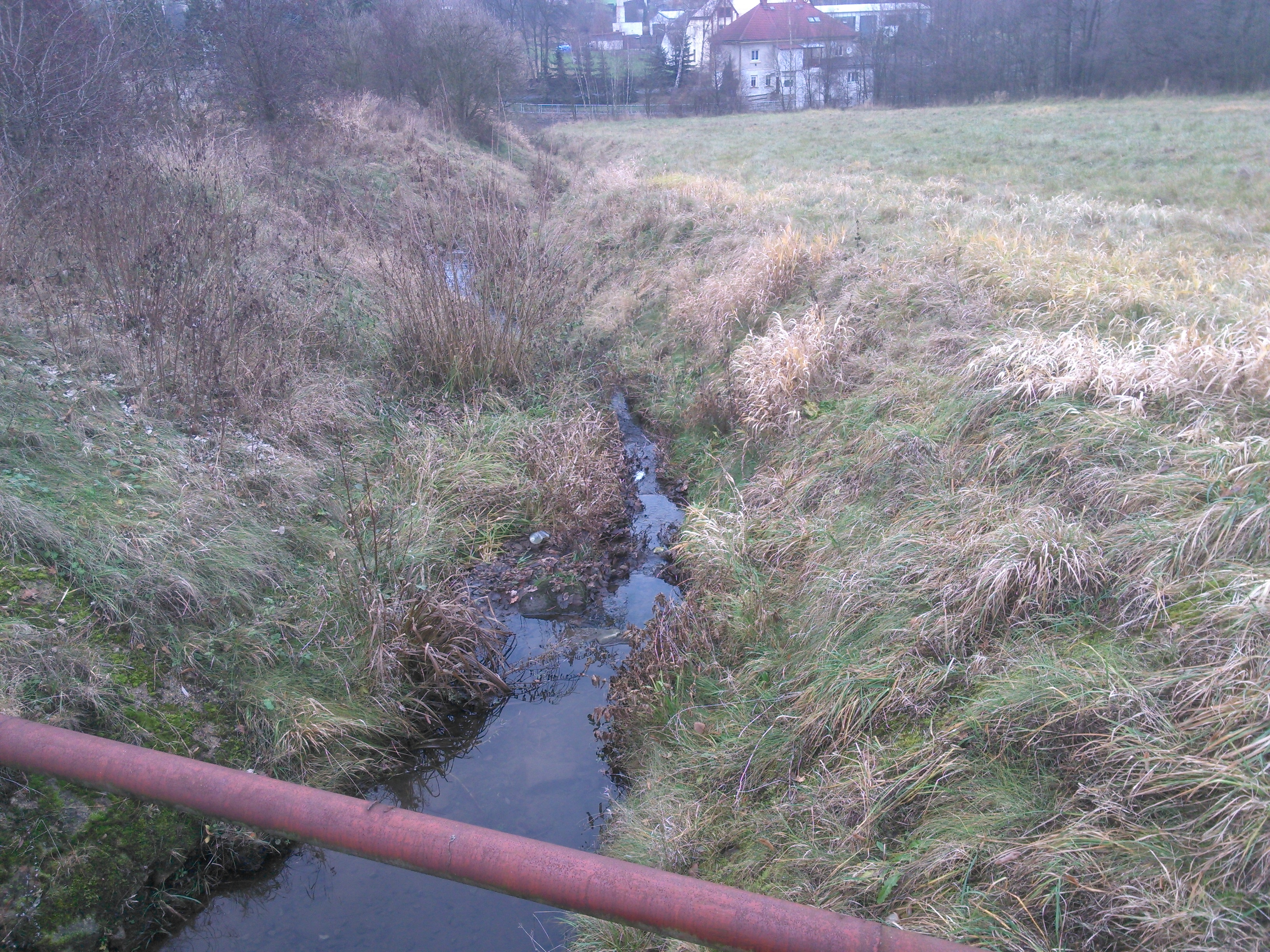
Pohled k nedalekému ústí ze zmíněné silnice.
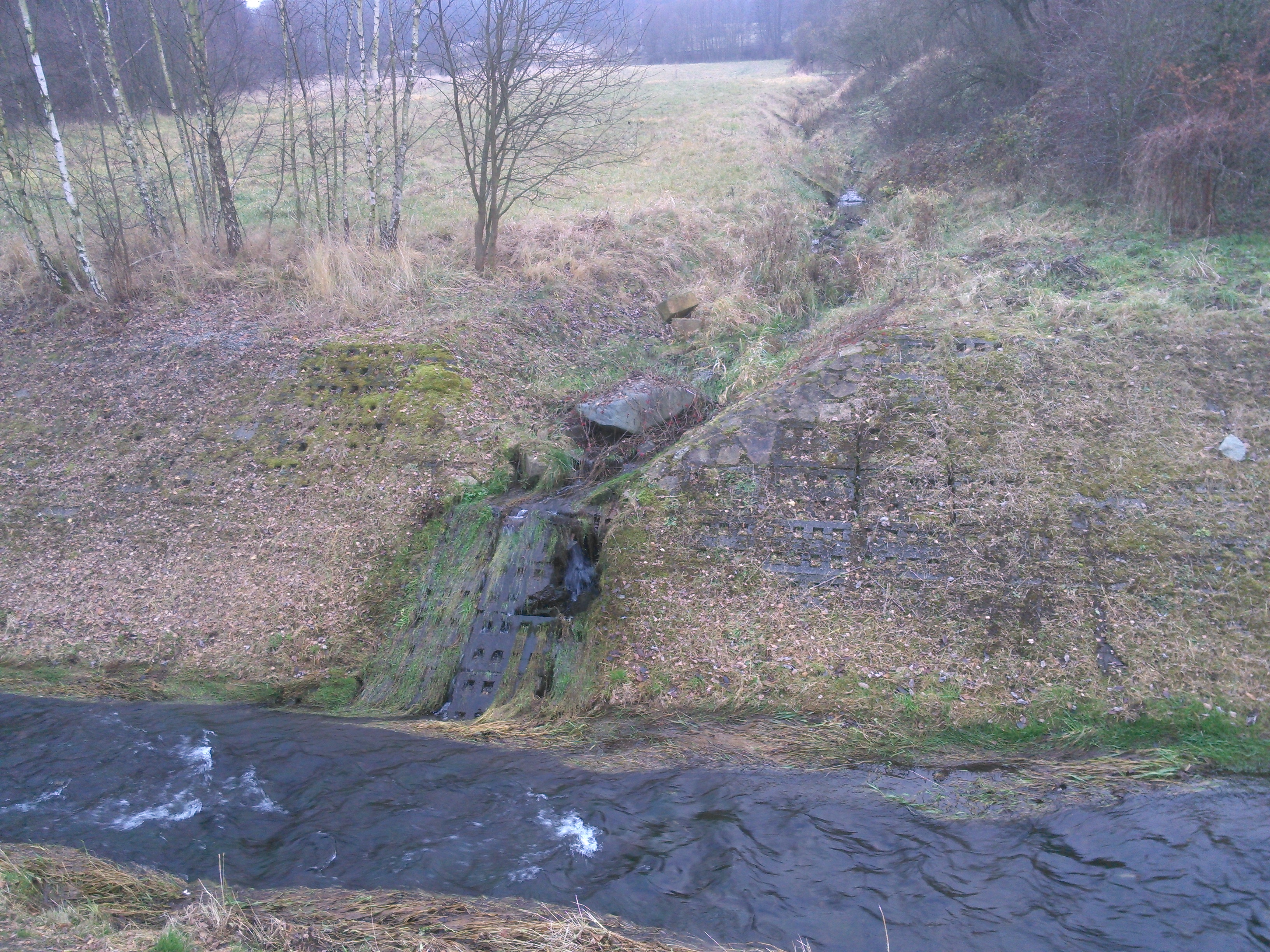
Soutok s Jílovským potokem.